# Game Shakers (2.ª temporada)
A segunda temporada de Game Shakers corresponde a 20 episódios produzidos e 4 da primeira temporada da série de televisão norte-americana Game Shakers. A temporada dá início às primeiras aventuras de Babe, Kenzie, Triple G, Hudson e Double G. Foi ao ar pela Nickelodeon no mês de setembro de 2016 nos Estados Unidos e no mês de novembro de 2016 no Brasil.

## Produção
A temporada foi gravada entre os meses de Maio e Dezembro de 2016; foi exibida no mês de setembro de 2016 nos Estados Unidos. Estreou com o episódio "Armado e Codificado". O episódio foi visto por 1,56 milhões de espectadores.

## Sequência de Abertura
Na abertura da série é tocada a música Drop Dat What, e vários momentos da turma aparece em miniquadrados . No fim é exibida uma cena de Babe, Kenzie, Triple G, Hudson e Double G em uma cama elástica derrubando tablets formando a frase "THAT".

## Episódios
| Temporada | Temporada | Episódios | Exibição original      | Exibição original     | Exibição no Brasil    | Exibição no Brasil    |
| Temporada | Temporada | Episódios | Estreia                | Final                 | Estreia               | Final                 |
| --------- | --------- | --------- | ---------------------- | --------------------- | --------------------- | --------------------- |
|           | 2         | 24        | 17 de Setembro de 2016 | 4 de novembro de 2017 | 4 de novembro de 2016 | 25 de janeiro de 2018 |

### 2ª Temporada (2016-2017)
- Está temporada possui 24 episódios (no momento).
- Cree Cicchino, Madisyn Shipman, Benjamin Flores Jr., Thomas Kuc e Kel Mitchell estão presentes em todos os episódios.
- De Acordo com a Nickelodeon Brasil o título do primeiro episódio e "Coração Programado"

| # | #  | Título                                                             | Dirigido por  | Escrito por                                         | Exibição original                             | Código de produção | Audiência (em milhões) |
| --- | -- | ------------------------------------------------------------------ | ------------- | --------------------------------------------------- | --------------------------------------------- | ------------------ | ---------------------- |
| 20 | 1  | "Armado e Codificado (BR)" "Armed & Coded"                         | Mike Caron    | Dan Schneider Jake Farrow                           | 17 de setembro de 2016 4 de novembro de 2016  | 204                | 1.56                   |
| Quando Mason vai para a Game Shakers para aprender a programar, Babe fica freneticamente feliz e implora para Kenzie ensiná-lo como se faz para programar. Enquanto isso, Hudson e Triple G desafiam a beber leite de baixo, enquanto o braço direito do Double G trionic sai do controle. |    |                                                                    |               |                                                     |                                               |                    |                        |
| 21 | 2  | "Nível Secreto (BR)" "Secret Level"                                | Russ Reinsel  | Dan Schneider Richard Goodman                       | 24 de setembro de 2016 11 de novembro de 2016 | 123                | 1.57                   |
| Quando Hudson libera informações falsas sobre um nível secreto no jogo Octopie dos Game Shakers, ele é assediado por fãs de raiva. Babe usa o nível secreto para ir a um encontro com Mason. |    |                                                                    |               |                                                     |                                               |                    |                        |
| 22 | 3  | "O Dedo Muito Velho (BR)" "The Very Old Finger"                    | David Kendall | Dan Schneider Jake Farrow                           | 1 de outubro de 2016 18 de novembro de 2016   | 120                | 1.36                   |
| Os Game Shakers visitam uma exposição de múmia para obter ideias para um novo jogo que eles estão trabalhando. Hudson, acidentalmente, tira fora um dos seus dedos. Babe leva uma busca para cola-lo volta sem ser pego. |    |                                                                    |               |                                                     |                                               |                    |                        |
| 23 | 4  | "Buck O Rato Mágico (BR)" "Buck the Magic Rat"                     | David Kendall | Dan Schneider Richard Goodman                       | 8 de outubro de 2016 25 de novembro de 2016   | 121                | 1.61                   |
| Kenzie salva um rato no metrô e as crianças estão com nojo. Mas ele começa a trazer sorte e todos eles usá-lo para resolver os seus problemas. Quando o rato fica doente, Kenzie retorna para o metrô para devolvê-lo. |    |                                                                    |               |                                                     |                                               |                    |                        |
| 24 | 5  | "Todos Amam Bebês (BR)" "Baby Hater"                               | Steve Hoefer  | Dan Schneider Jake Farrow                           | 5 de novembro de 2016 9 de fevereiro de 2017  | 207                | 1.43                   |
| Os Game Shakers tentam ajudar Double G a superar o seu medo de bebês quando ele é ameaçado recentemente depois que ele anunciou a candidatura de prefeito de Nova York. |    |                                                                    |               |                                                     |                                               |                    |                        |
| 25 | 6  | "O Contrato (BR)" "Byte Club"                                      | David Kendall | Dan Schneider Jake Farrow                           | 12 de novembro de 2016 9 de fevereiro de 2017 | 122                | 1.75                   |
| Quando Trip descobre que seu favorito jogador, também uma lenda de jogos, chamada ícone vai se aposentar, e os Game Shakers tentam usar o telefone de Duble G para tweetar para ele que Triple G batalhe com ele. Na viagem, ele bate ícone, pousando-lhe um acordo de patrocínio com uma empresa grande, Soba Sportsware. Quando a empresa começa a mandá-lo longe do HQ, o tempo todo, fazendo com que ele não seja capaz de trabalhar na Game Shakers, Duble G e as crianças devem ajudar Triple G a manchar sua reputação e perder seu contrato. |    |                                                                    |               |                                                     |                                               |                    |                        |
| 26 | 7  | "O Banco da Babe (BR)" "Babe´s Bench"                              | Adam Weissman | Dan Schneider Jake Farrow                           | 19 de novembro de 2016 06 de março de 2017    | 201                | 1.85                   |
| Babe compra um banco para anunciar jogo Shakers, mas os Game Shakers vão descobrir que o banco só atrai estranhos, então eles vêm com um plano para proteger o banco por vê-lo. Enquanto isso, Dougle G tenta conseguir um papel no filme "Os Três Paspalhões", apenas para descobrir que ele está dublando o personagem. Mais tarde, os Game Shakers levar o banco para seu escritório em vez de deixá-lo lá fora. |    |                                                                    |               |                                                     |                                               |                    |                        |
| 27 | 8  | "A Experiência com Mason (BR)" "The Mason Experience"              | Mike Caron    | Dan Schneider Richard Goodman                       | 11 de fevereiro de 2017 06 de abril de 2017   | 205                | 1.63                   |
| Babe desenvolve uma versão virtual de Mason, mas a experiência é diferente. |    |                                                                    |               |                                                     |                                               |                    |                        |
| 28 | 9  | "Um Jogo Difícil (BR)" "Bunger Games"                              | Steve Hoefer  | Dan Schneider Richard Goodman                       | 18 de fevereiro de 2017 20 de março de 2017   | 202                | 1.43                   |
| Quando a estrela pop Kayla Batch contrata a Game Shakers para fazer um jogo de estilo de vida, ela convida Babe para se juntar a seu esquadrão de elite enquanto Kenzie é deixada de lado e fica com ciúmes. |    |                                                                    |               |                                                     |                                               |                    |                        |
| 29 | 10 | "Chuveiro do Casamento do Destino (BR)" "Wedding Shower of Doom"   | David Kendall | Dan Schneider Sean Gill & Jana Petrosini            | 25 de fevereiro de 2017 13 de março de 2017   | 203                | 1.51                   |
| Quando o irmão do Dub aparece na Game Shakers e convida a todos exceto Dub ao seu casamento, as crianças convencer-lhe para trazer seu irmão para o casamento, prometendo tornar Dub comportar-se no evento. |    |                                                                    |               |                                                     |                                               |                    |                        |
| 30 | 11 | "Bear Butt Laser Runner (BR)" "Bear Butt Laser Runner"             | Nathan Kress  | Dan Schneider Richard Goodman                       | 04 de março de 2017 13 de abril de 2017       | 208                | 1.41                   |
| Depois de saber que a mesma ideia de jogo estão prestes a lançar a um cliente já foi lançado por outra empresa, os Game Shakers tem vinte minutos para inventar um novo jogo. |    |                                                                    |               |                                                     |                                               |                    |                        |
| 31 | 12 | "Pane no Sistema (BR)" "Air TnP"                                   | Russ Reinsel  | Dan Schneider Sean Gill & Jana Petrosini            | 18 de março de 2017 20 de novembro de 2017    | 212                | 1.33                   |
| Após a Game Shakers entrarem em um de compartilhamento de banheiro, um dos seus clientes sabota seu novo jogo com um vírus, e os Game Shakers vão ter que descobrir uma maneira de desfazer o dano. |    |                                                                    |               |                                                     |                                               |                    |                        |
| 32 | 13 | "Lhama Lhama Spit Spit (BR)" "Llama Llama Spit Spit"               | Mike Caron    | Dan Schneider Sean Gill & Jana Petrosini            | 25 de março de 2017 18 de setembro de 2017    | 206                | 1.53                   |
| Depois que os Game Shakers são expulsos do Fooders para dar espaço a um cliente que possui sua foto anexada na parede, Babe tenta usar todos os meios necessários para fazer com que o grupo também receba tratamento especial no restaurante. |    |                                                                    |               |                                                     |                                               |                    |                        |
| 33 | 14 | "A Grande Parceria, Parte 1 (BR)" "Clam Shakers, Part 1"           | Steve Hoefer  | Dan Schneider Sean Gill & Jana Petrosini            | 6 de maio de 2017 14 de setembro de 2017      | 219                | 1.39                   |
| Os Games Shakers fazem uma parceria de 10 milhões de dólares com o famoso restaurante 'Clam Jumpers'. Os Shakers fazem uma modificação no jogo Lhama Lhama Spit Spit, acrescentando um novo personagem para promover o restaurante Clam Jumpers. |    |                                                                    |               |                                                     |                                               |                    |                        |
| 34 | 15 | "A Grande Parceria, Parte 2 (BR)" "Clam Shakers, Part 2"           | Adam Weissman | Dan Schneider Jake Farrow                           | 13 de maio de 2017 14 de setembro de 2017     | 220                | 1.23                   |
| Mas os Shakers quebram o telão, e o vídeo de Double G vaza na web, o vídeo que vazou mostra do Double G comendo o hambúrguer do Clam Jumpers no chão porque ele é viciado nas comidas do Clam Jumpers, depois de viralizar, o Clam Jumpers vira um sucesso! |    |                                                                    |               |                                                     |                                               |                    |                        |
| 35 | 16 | "Roupas Voadoras e Botas a Jato (BR)" "Wing Suits & Rocket Boots"  | Nathan Kress  | Dan Schneider Sean Gill & Jana Petrosini            | 20 de maio de 2017 21 de novembro de 2017     | 215                | 1.40                   |
| Os Game Shakers transmitem ao vivo Hudson jogando para promover seus jogos, mas as coisas saem rapidamente de controle quando Hudson calça as botas a jato de Double G por diversão. |    |                                                                    |               |                                                     |                                               |                    |                        |
| 36 | 17 | "Tambem Somos Fãs (BR)" "Game Shippers"                            | Nathan Kress  | Dan Schneider Richard Goodman                       | 9 de setembro de 2017 7 de dezembro de 2017   | 211                | 1.10                   |
| Babe e Kenzie estão assistindo uma maratona iCarly, enquanto Triple G e Hudson estão trabalhando em um novo jogo para Game Shakers. Irritado por Babe e Kenzie não se concentrarem no jogo, o Triple G os confronta, mas acaba sendo atraído para a maratona. Eventualmente, Hudson, Double G, Ruthless e Bunny estão assistindo a maratona também e todos esquecem suas prioridades, como o Double G faltando um show que ele havia agendado. Babe e Kenzie acabam ficando acordados a noite toda assistindo a maratona enquanto todos ficam adormecidos. Quando a manhã chega, os Game Shakers quer descobrir se Freddie estava apaixonado por Carly ou Sam, mas um argumento explode; Babe acredita que foi Carly, enquanto Kenzie acredita que era Sam. Triple G descobre que Nathan Kress, que interpretou Freddie, fica no Four Stevens Hotel em Nova York. Babe e Kenzie estão determinados a resolver seu argumento ao conhecer o ator em seu quarto de hotel, mas quando eles não conseguem superar a recepção, Triple G disfarça Hudson como Nathan para obter a chave do quarto. Enquanto ele começa o Game Shakers no quarto de Nathan, Nathan os pega e está no telefone com segurança. Os Game Shakers persuadi-lo a não jogá-los fora, em seguida, colocar a questão sobre quem Freddie estava apaixonado. Como Nathan apenas retratou o personagem, ele é incapaz de dar-lhes uma resposta, levando-os a pedir sua opinião pessoal sobre o assunto em vez disso. Isso também não responde, pois o Double G tenta sem sucesso sua própria maneira de entrar no quarto de hotel de Nathan, seguido de uma segurança que escolhe a gangue inteira. Estrela convidada especial: Nathan Kress como ele mesmo. Estrelas convidadas: Shel Bailey como Ruthless, Bubba Ganter como Bunny |    |                                                                    |               |                                                     |                                               |                    |                        |
| 37 | 18 | "Aquele da Cafeteria (BR)" "The One With The Coffee Shop"          | David Kendall | Dan Schneider Sean Gill e Jana Petrosini            | 16 de setembro de 2017 22 de novembro de 2017 | 209                | 1.23                   |
| Babe e Kenzie estão esperando uma matéria sobre a empresa Game Shakers, mas ao ler a matéria, Kenzie fica com raiva da matéria por apenas falar de Babe, e isso faz com que elas se afastem uma da outra. |    |                                                                    |               |                                                     |                                               |                    |                        |
| 38 | 19 | "A Caçadora (BR)" "The Trip Trap"                                  | Adam Weissman | Dan Schneider Alejandro Bien-Willner e Danny Warren | 23 de setembro de 2017 24 de novembro de 2017 | 216                | 1.65                   |
| Babe e Kenzie começam a desconfiar da nova namorada de Trip. Então, ambas ficam determinadas a descobrir se ela o está usando somente para se aproximar de Double G. |    |                                                                    |               |                                                     |                                               |                    |                        |
| 39 | 20 | "A Troca (BR)" "The Switch"                                        | Steve Hoefes  | Dan Schneider Richard Goodman                       | 30 de setembro de 2017 23 de novembro de 2017 | 218                | 1.35                   |
| Após um erro de Bunny, Double G tem a ideia de trocá-lo por Hudson por algum tempo, mas resulta que Dougle G quer permanentemente Hudson como seu assistente. |    |                                                                    |               |                                                     |                                               |                    |                        |
| 40 | 21 | "Crianças Dançando, Porcos Voando (BR)" "Dancing Kids, Flying Pig" | Adam Weissman | Dan Schneider Jake Farrow                           | 07 de outubro de 2017 24 de janeiro de 2018   | 213                | 1.35                   |
| Com o objetivo de terminar seu novo jogo de dança, os Game Shakers utilizam trajes para a detecção de movimentos, ao mesmo tempo em que ajudam Double G a lidar com a perda de seu porquinho de estimação. |    |                                                                    |               |                                                     |                                               |                    |                        |
| 41 | 22 | "Guerra de Pêssegos (BR)" "War and Peach"                          | Russ Reinsel  | Dan Schneider Richard Goodman                       | 14 de outubro de 2017 23 de janeiro de 2018   | 214                | 1.13                   |
| Em uma tentativa de conhecer melhor os membros da equipe e aumentar a produtividade da empresa, Babe e Kenzie organizam um off site dentro da Game Shakers. |    |                                                                    |               |                                                     |                                               |                    |                        |
| 42 | 23 | "Jogos de Espionagem (BR)" "Spy Games"                             | David Kendall | Dan Schneider Jake Farrow                           | 21 de outubro de 2017 25 de janeiro de 2018   | 217                | 1.16                   |
| Quando Kenzie instala câmeras de segurança em Game Shakers, Babe e Trip resolvem lhe ensinar uma lição sobre espionar as pessoas. |    |                                                                    |               |                                                     |                                               |                    |                        |
| 43 | 24 | "Uma Quedinha pela Babe (BR)" "Babe Gets Crushed"                  | Steve Hoefer  | Dan Schneider Jake Farrow                           | 4 de novembro de 2017 22 de janeiro de 2018   | 210                | 1.38                   |
| Depois que Trip pede a Babe conselhos românticos para um suposto amigo, ela tenta evitar uma situação embaraçosa no trabalho, pois suspeita que Trip está apaixonado por ela. |    |                                                                    |               |                                                     |                                               |                    |                        |

## Elenco e Dublagem
| Personagem  | Dublador          | Dublador         |
| Principais  | Principais        | Principais       |
| ----------- | ----------------- | ---------------- |
| Babe        | Raquel Ferreira   | Bia Menezes      |
| Kenzie      | Margarida Moreira | Lhays Macêdo     |
| Triple G    | Patrícia Andrade  | Lipe Volpato     |
| Hudson      | Adriana Moniz     | Cadu Paschoal    |
| Double G    | Ricardo Monteiro  | Clécio Souto     |
| Recorrentes |                   |                  |
| Bunny       | Desconhecido      | Márcio Dondi     |
| Sr. Sammich | Desconhecido      | Eduardo Borgerth |
| Ruthless    | Desconhecido      | Ronaldo Júlio    |

### Créditos de Dublagem
| Informações         | Portugal     | Brasil                            |
| ------------------- | ------------ | --------------------------------- |
| Direção             | Desconhecido | Renan Ribeiro / Ana Lúcia Menezes |
| Tradução            | Desconhecido | Sandra Brum                       |
| Estúdio de Dublagem | Desconhecido | Audio News                        |